# Hammartjärnen (Håsjö socken, Jämtland)
Hammartjärnen är en sjö i Bräcke kommun i Jämtland och ingår i Indalsälvens huvudavrinningsområde.